# Anytime You Need a Friend
Anytime You Need a Friend è una canzone scritta e prodotta dalla cantautrice statunitense Mariah Carey, insieme a Walter Afanasieff, per il terzo album di studio della Carey, Music Box (1993). La canzone ha come protagonista la cantautrice che informa i propri amici che ogni volta che loro hanno bisogno di qualcuno lei è sempre lì. Un coro Gospel accompagna la canzone, partendo circa un minuto dopo l'inizio.

## Successo commerciale
Negli U.S.A., "Anytime You Need a Friend" interruppe una serie di singoli che raggiunsero tutti la top-5, entrando alla numero #45 e arrivando ad una 12ª posizione. Tutto sommato però la canzone ottenne un buon successo nelle radio arrivando alla #47 nella classifica di fine 1994. Raggiunse inoltre la 22 nella Hot R&B/Hip Hop Songs.
Dopo il successo mondiale di "Without You", la canzone raggiunse la top-20 di quasi tutte le classifiche. Raggiunse la top-5 in Nuova Zelanda e la top-10 nel Regno Unito e in Australia. Fu la seconda canzone della cantautrice ad ottenere più successo nel Regno Unito che negli U.S.A., dove la canzone vendette 100,000 copie.

## Video musicale
Il video venne girato da Danielle Federici, completamente in bianco e nero. Vede come protagonista la Carey camminare lungo la strada e incontrare persone depresse che rallegrerà facendogli sapere che la sua amicizia è sempre disponibile.

## Tracce
CD single #1
1. "Anytime You Need a Friend" (Album Version)
2. "Anytime You Need a Friend" (Soul Convention Remix)

CD single #2
1. "Anytime You Need a Friend" (Album Version)
2. "Music Box"

U.S. CD maxi-single 1
1. "Anytime You Need a Friend" (C+C Club Version)
2. "Anytime You Need a Friend" (Ministry Of Sound Mix)
3. "Anytime You Need a Friend" (Dave's Empty Pass)
4. "Anytime You Need a Friend" (7" mix)

U.S. CD maxi-single 2
1. "Anytime You Need a Friend" (Soul Convention Remix)
2. "Anytime You Need a Friend" (Stringapella)
3. "Anytime You Need a Friend" (Album Version)
4. "Music Box"

European CD maxi-single
1. "Anytime You Need a Friend" (Album Version)
2. "Anytime You Need a Friend" (C+C Radio Mix)
3. "Anytime You Need a Friend" (Soul Convention Remix)
4. "Anytime You Need a Friend" (C+C Club Version)
5. "Anytime You Need a Friend" (Dave's Empty Pass)

## Classifiche

### Posizioni massime
| Classifica (1994)                            | Posizione massima |
| -------------------------------------------- | ----------------- |
| Australian Singles Chart                     | 12                |
| Austrian Singles Chart                       | 25                |
| Dutch Singles Chart                          | 11                |
| European Singles Chart                       | 19                |
| Finnish Singles Chart                        | 1                 |
| French Singles Chart                         | 12                |
| German Singles Chart                         | 41                |
| Irish Singles Chart                          | 16                |
| Japanese Albums Chart                        | 341               |
| New Zealand Singles Chart                    | 5                 |
| Swiss Singles Chart                          | 15                |
| UK Singles Chart                             | 8                 |
| U.S. Billboard Hot 100                       | 12                |
| U.S. Billboard Hot Adult Contemporary Tracks | 5                 |
| U.S. Billboard Hot Dance Club Play           | 1                 |
| U.S. Billboard Hot R&B/Hip-Hop Songs         | 22                |

### Classifiche di fine anno
| Classifica di fine anno (1994) | Posizione |
| ------------------------------ | --------- |
| U.S. Billboard Hot 100         | 47        |